# Tanner Island
Tanner Island ist die westlichste und größte Insel in der Gruppe der Pickersgill-Inseln vor der Südküste Südgeorgiens im Südatlantik.
Das UK Antarctic Place-Names Committee benannte sie 1979 nach William Geoffrey Tanner (* 1938), Geologe des British Antarctic Survey, der von 1975 bis 1976 auf dieser Insel tätig war.